# David Samoïlov
Pour les articles homonymes, voir Samoïlov.
David Samoïlov (en russe : Дави́д Само́йлов) de son vrai nom David Samoïlovich Kaufman (Дави́д Самуи́лович Ка́уфман) (1er juin 1920, Moscou — 23 février 1990, Tallinn)
est un poète, traducteur et écrivain soviétique.
Il est considéré comme faisant partie de la « Génération des poètes du front » (eux-mêmes préférant se dénommer « Génération de l'année 1940 »), ces poètes qui au sortir de leurs études sont partis directement au front : Boris Sloutski, Pavel Kogan, Mikhaïl Koultchitski...

## Biographie
Né dans une famille juive, son père Samuel Abramovich Kaufman est un célèbre médecin vénérologue de la région de Moscou. C'est en mémoire de celui-ci qu'il prend le pseudonyme de Samoïlov après la guerre.
En 1938-1941 il étudie à l'Institut de Philosophie, Littérature et d'Histoire de Moscou (ru), où il se lie d'amitié avec Pavel Kogan, Mikhaïl Koultchitski, Nicolai Glaskov (ru), Sergueï Narovtchatov et Boris Sloutski.
Il publie ses premiers poèmes (alors signés David Kaufman), notamment La Chasse aux mammouths dans la revue Oktyabr [Octobre] en 1941.
Au début de la guerre d'Hiver, Samoïlov, bien que volontaire, est empêché d'aller au front pour raison de santé.
Lors de la Grande Guerre patriotique, il est envoyé à Viazma pour creuser des tranchées, mais, malade, il est évacué à Achgabat.
Puis en 1942, il est envoyé sur le front de Volkhov à Tikhvine. Le 23 mars 1943 il est grièvement blessé au bras gauche par des éclats d'obus.
Après sa convalescence, il incorpore en mars 1944, les troupes du 1er Front de Biélorussie, qui l'emmène jusqu'à Berlin.
Pour son courage et son héroïsme pendant la guerre, Samoïlov reçoit la médaille du Mérite au combat (1944) et de l'ordre de l'Étoile rouge (1945).
Après la guerre, il s'est illustré comme traducteur, traduisant en russe des poèmes du hongrois, du lituanien, du polonais, du tchèque... il est alors admis à l'Union des écrivains. Il travaille aussi pour la radio.
S'il publie de nouveau des poèmes en revue (Versets de la nouvelle ville est ainsi publié en 1948 dans la revue Banner), son premier recueil ne paraît qu'en 1958.
Durant la période 1960-1975, la guerre reste le thème majeur de son travail. En 1970, il rencontre un certain succès avec le recueil Jours (1970), ce qui lui permet de publier Équinoxe en 1972, une anthologie de ses meilleurs poèmes.
En 1967, David Samoïlov se retire dans un village non loin de Moscou : Opalikha (Опалиха), prenant une part toute relative à la vie littéraire semi-officielle. Samoïlov fréquente alors : Fazil Iskander, Youri Levitanski, Boulat Okoudjava, Nikolaï Lioubimov (ru), Zinovi Gerdt...
En 1974, il publie Vague et pierre que les critiques considèrent comme « le plus pouchkinien de ses livres », porteur d'une voix nouvelle.
Vers la même année, il s'installe à Pärnu, ville côtière d'Estonie. Samoïlov y écrit de nouveaux poèmes, publiant régulièrement jusqu'à sa mort de nouveaux recueils : Nouvelle (1978), Les Lignes des mains (1981), Poignée (1989)… L'une de ses poésies de cette époque, Lorsque nous étions en guerre..., rencontre un succès tout particulier et est adapté en chanson par le barde Viktor Stolyarov.
Il continue en parallèle son travail de traduction (traduisant notamment des auteurs estoniens : Lydia Koidula, Jaan Kross, Ellen Niit, Paul-Eerik Rummo). Il écrit des chansons pour le théâtre et le cinéma, participe à la création de plusieurs spectacles au théâtre de la Taganka, au Théâtre dramatique Maria Iermolova....
En 1988 l'écrivain reçoit le prix d’État de l'URSS.
En 1990, une importante édition en deux volumes de l'ensemble de son œuvre poétique voit le jour.
David Samoïlov est décédé le 23 février 1990 à Tallinn, juste après avoir prononcé un discours en hommage à Boris Pasternak. Il est enterré au cimetière des Bois à Pärnu.
Depuis 1962, Samoïlov a tenu un journal, qui sera partiellement publié à titre posthume : Памятные записки (Mémoires) (1995). Par ailleurs, l'humour brillant de Samoïlov l'a amené à écrire de nombreuses parodies, épigrammes, romans épistolaires humoristiques, etc. Ceux-ci ont été recueillis par l'auteur et ses amis dans un livre posthume В кругу себя (Dans le cercle même) (1993).
D'un premier mariage avec Olga Fogelson, fille du célèbre cardiologue Lazare Fogelson (ru), il a un fils Alexandre Davidov (ru) lui-même écrivain.
D'un second mariage avec Galina Ivanovna Medvediev, il a trois enfants : Barbara, Piotr et Pavel.
En juin 2006 à Moscou, une plaque commémorative en hommage au poète est apposée sur la maison où il a vécu pendant plus de 40 ans.

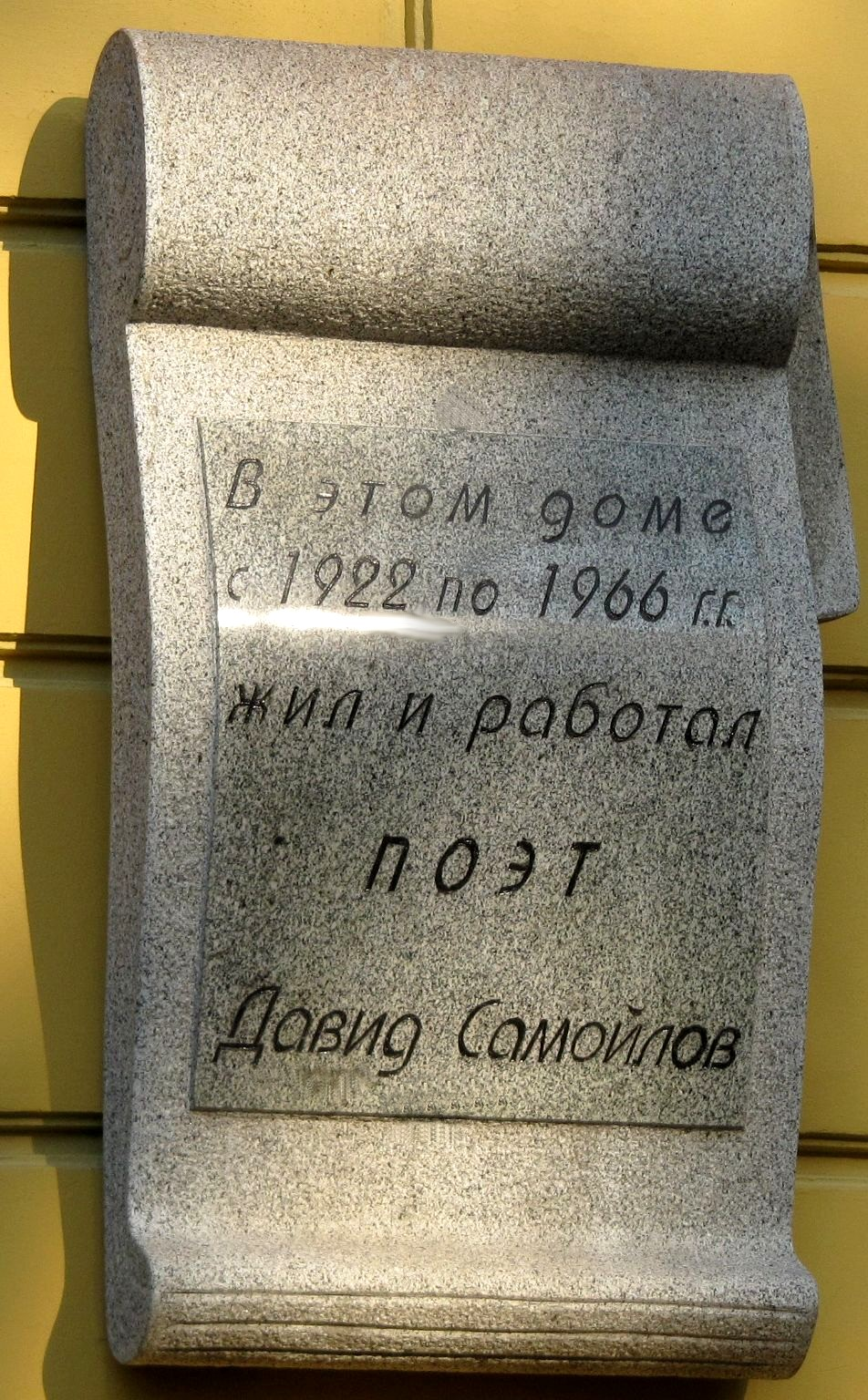
Plaque commémorative sur son domicile moscovite

## Publications

### Recueils
- (ru) Ближние страны (Les pays voisins),‎ 1958
- (ru) Второй перевал (Deuxième passage),‎ 1963
- (ru) Слонёнок пошёл учиться (Un éléphant est parti étudier),‎ 1967 (poésie pour les enfants)
- (ru) Дни (Jours),‎ 1970
- (ru) Равноденствие (Équinoxe),‎ 1972
- (ru) Волна и камень (Vague et pierre),‎ 1974
- (ru) Весть (Nouvelle),‎ 1978
- (ru) Залив (Baie),‎ 1981
- (ru) Линии руки (Les lignes des mains),‎ 1981
- (ru) Времена (Les temps),‎ 1983
- (ru) Стихотворения (Poèmes),‎ 1985
- (ru) Горсть (Poignée),‎ 1989
- (ru) Снегопад : Московские стихи (Chute de neige : poèmes moscovites),‎ 1990

### Compilations
- (ru) Избранное (Poèmes choisis), Moscou, Художественная литература,‎ 1980.
- (ru) Избранное. Избранные произведения в двух томах. (Œuvres choisies en deux tomes),‎ 1990 (ISBN 5-280-00564-9)
  - (ru) Том 1. Стихотворения. : Вступительная статья И. О. Шайтанова, Moscou, Художественная литература,‎ 1990, 333 p. (ISBN 5-280-00565-7)
  - (ru) Том 2. Поэмы. Стихи для детей. Портреты., Moscou, Художественная литература,‎ 1990, 333 p. (ISBN 5-280-00566-5)
- (ru) Поэмы (Poèmes), Moscou, Время,‎ 2005.
- (ru) Стихотворения : Сост., подг. текста В. И. Тумаркин, вступительная статья А. С. Немзер, Saint-Pétersbourg, Академический проект,‎ 2006, 800 p. (ISBN 5-7331-0321-3)
- (ru) Счастье ремесла : Избранные стихотворения. : Сост. В. Тумаркин, Moscou, Время,‎ 2009-2013, 782 p. (ISBN 978-5-9691-1119-6, lire en ligne)

### Proses
- (ru) Подённые записи : 1934-1964, Moscou, Время,‎ 2002, 796 p. (ISBN 5-94117-028-9)
- (ru) Книга о русской рифме, Moscou, Время,‎ 2005 (1re éd. 1973) (ISBN 5-94117-064-5)
- (ru) Давид Самойлов о себе (David Samoïlov par lui-même) (lire en ligne)

### Correspondance
- avec Lydia Tchoukovskaïa 1971-1990 : (ru) Самойлов Д.С., Чуковская Л.К. Переписка : 1971-1990 : Вступ. статья А.С. Немзера, коммент и подгот. текста Г.И. Медведевой-Самойловой, Е.Ц. Чуковской и Ж.О. Хавкиной., Moscou, Новое литературное обозрение,‎ 2004

## Distinctions
- Médaille du Courage (1943)
- Médaille du mérite au combat (« За боевые заслуги») (1944).
- Ordre de l'Étoile rouge (1945)
- Prix d’État de l'URSS (« Государственная премия СССР ») (1988)

## Sources
- (ru) Cet article est partiellement ou en totalité issu de l’article de Wikipédia en russe intitulé « Самойлов, Давид » (voir la liste des auteurs).
- (ru) « Биография Давида Самойлова (Biographie de David Samoïlov) », sur Rossia Segodnia / RIA Novosti,‎ 1er juin 2015
- (ru) « entrée Самойлов Давид », sur Еврейская энциклопедия